# تشارلز سيميك
تشارلز سيميك (بالإنجليزية: Charles Simic)‏ شاعر ومترجم وكاتب مقالات أميركي من أصل صربي (9 مايو 1938 - 9 يناير 2023) ولد في مدينة بلغراد بيوغوسلافيا السابقة. عاش سنين الكارثة التي حلت بأوربا خلال الحرب العالمية الثانية وهاجر بعدها في سني مراهقته إلى أمريكا (1953). وهناك واجه مصيرا صعبا حيث اضطرته ظروفه للعمل المرهق لتدبير معيشته وما تتطلبه الدراسة في الجامعة، فعمل بائعَ قمصان، ثم بائعا في متجر للكتب. وحين نشر أولى قصائده عام 1959.. لم يتمتع بنشوة النشر الأولى إذ وجد نفسه فجأة مدعوا للخدمة العسكرية في الجيش الأ مريكي.. هناك حيث تعرضت تجربته الشعرية إلى تحولات شتى وضغوط نفسية شديدة.
وبعد تجربة الخدمة في الجيش وبأصرار كبير اصدر بعد تخرجه في جامعة نيويورك 1966 مجموعته الشعرية الا ولى «ما الذي يقوله العشب» عام 1967.
بلغت كتبه أكثر من عشرين مجموعة شعرية وكتب أخرى تضم مقالاته، وبحوثه. ومن كتبه المنشورة: «محيطي الكتوم» 2005، و (قصائد مختارة 1963- 2003) وقد حصلت هذه المجموعة على جائزة جريفين الدولية للشعر عام 2004، وسرعان ما جذب المزيد من الاهتمام النقدي وخصوصا عند نشره قصائد له بالإنكليزية وترجمات شعرية لشعراء يوغسلاف.. ونال شعره جوائز عديدة أخرى، منها: جائزة البوليتزر لعام 1990 عن ديوانه «العالم لا ينتهي: قصائد نثر» وجائزة «والاس ستيفنز» عام 2007. وانتخب لمنصب ملك شعراء الولايات المتحدة عام 2007. كما فاز بجائزة الأركانة العالمية للشعر عام 2019. من عناوين مجموعاته الشعرية:
- تعرية الصمت 1971
- مدرسة لأفكار سوداء 1978
- أغاني بلوز لا تنتهي 1986
- أرق الفنادق 1992
- عرس في الجحيم 1994
- اصطحاب القطة السوداء 1996
- نزهة ليلية 2001
- ستون قصيدة 2008
- العودة إلى مكان مُضاء بكوب حليب. مترجم إلى العربية 2009[21]
- ذبابة في الحساء "سيرة ذاتية". 2016. وترجمتها إيمان مرسال في نفس العام.[22]

## وصلات خارجية
- تشارلز سيميك على موقع الموسوعة البريطانية (الإنجليزية)
- تشارلز سيميك على موقع مونزينجر (الألمانية)
- تشارلز سيميك على موقع ميوزك برينز (الإنجليزية)
- تشارلز سيميك على موقع إن إن دي بي (الإنجليزية)
- تشارلز سيميك على موقع ديسكوغز (الإنجليزية)